# Hradišťští z Hořovic
Hradišťští z Hořovic je jméno někdejšího českého rytířského rodu ze západních Čech. Nazývali se podle Hradiště (Blovice) a Hořovic.

## Historie rodu
Od roku 1480 rodině Častolarů Hradišťských z Hořovic patřilo Hradiště (Blovice), podle nějž se nazývali. Během 16. století tento majetek značně rozšířili. Zasloužil se o to především Jan Častolar Hradištský z Hořovic, který v letech 1587–1589 přikoupil sousední městečko Blovice a hrad Vlčtejn na Plzeňsku.
Syn Jana z Roupova Kryštof prodal Janovi Hradišťskému z Hořovic Vlčtejn. Jeho dcera Markéta Karlova z Hořovic vlastnila i blízké Hradiště u Blovic a oba statky spojila. Manžel Markéty Karlovy z Hořovic, Petr Tobiáš Karel ze Svárova, hlasoval pro Fridricha Falckého jako českého krále, a proto po bitvě na Bílé Hoře mu byl hradišťánský statek zkonfiskován, ale pak byl vrácen jeho synům. 
V roce 1588 koupil Jan Hradišťský z Hořovic na Hradišti od Kryštofa Roupovského z Roupova vlčtejnské panství s obcí Chouzovy, které se tak staly součástí hradišťského panství, k němuž již od první poloviny století patřily Chválenice. Zatímco Chválenice byly koncem 16. století připojeny k panství nebílovskému a s ním později k dominiu šťáhlavskému, Chouzovy zůstaly ve svazku hradišťského panství až do konce feudalismu v roce 1848. Historické vazby na Želčany a Chválenice zůstaly zachovány v rámci chválenické farnosti. Komplikované byly ale vzájemné sňatky a cesty za službou nebo stěhování. Poddaní museli mít ke všem těmto úkonům až do roku 1781 svolení vrchnosti. Ta dávala, především po třicetileté válce, svůj souhlas nerada. Poddaných bylo málo a jejich odchod byl nežádoucí. Ještě po roce 1848, kdy byly položeny základy k obecní samosprávě, zůstávaly Chouzovy svázány s bývalým hradišťským panstvím, neboť tvořily jednu obec s Vlčtejnem a Chlumánky. Hranici hradišťského a šťáhlavsko-nebílovského panství dodnes vyznačuje několik zachovaných či rekonstruovaných mezníků z roku 1727.
Anna Saloména Hradišťská, vdova po Kryštofu Harantu, se po popravě svého muže vrátila ke katolické víře a syny dala na výchovu k jezuitům. V roce 1625 se provdala za Heřmana Černína z Chudenic, nejvyššího komořího, nejvyššího sudího a hofmistra českých zemí, někdejšího společníka Kryštofa Haranta na jeho cestě do Svaté země. 9. srpnu 1625 Anna Saloména postoupila veškerý svůj movitý i nemovitý majetek svému druhému manželovi, také ovdovělému Heřmanu Černínovi pod podmínkou, že "by jejím dětem z prvního manželství Harantům Janu Vilémovi, Leopoldu Jiříkovi, Václavu Rudolfovi a Sybille vyplatil na rovné díly (po 25 000 kop grošů) 100 000 kop grošů míšenských, které na statku Pecce pojištěny byly". Zemřela v roce 1632.

## Osobnosti

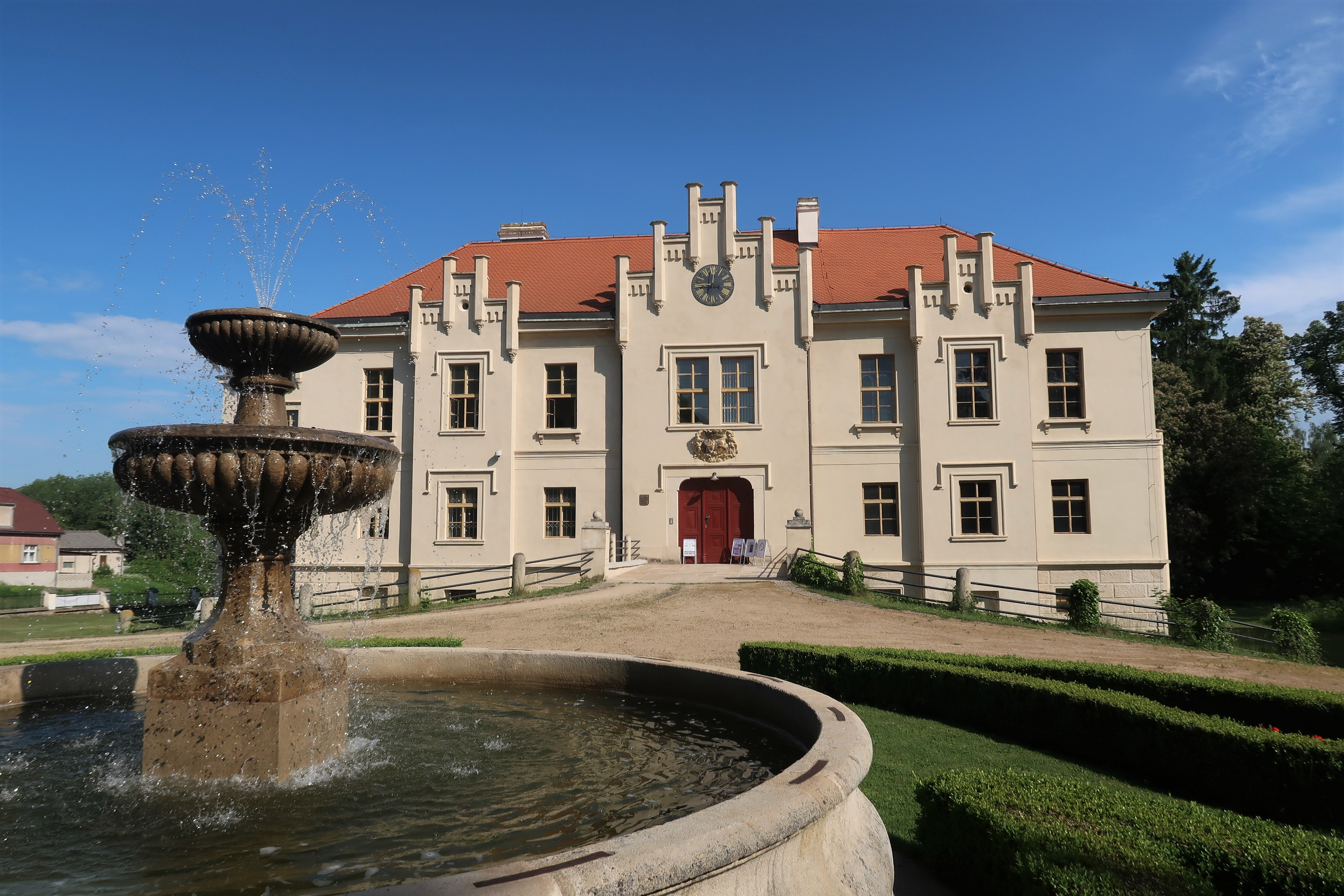
Zámek Hradiště

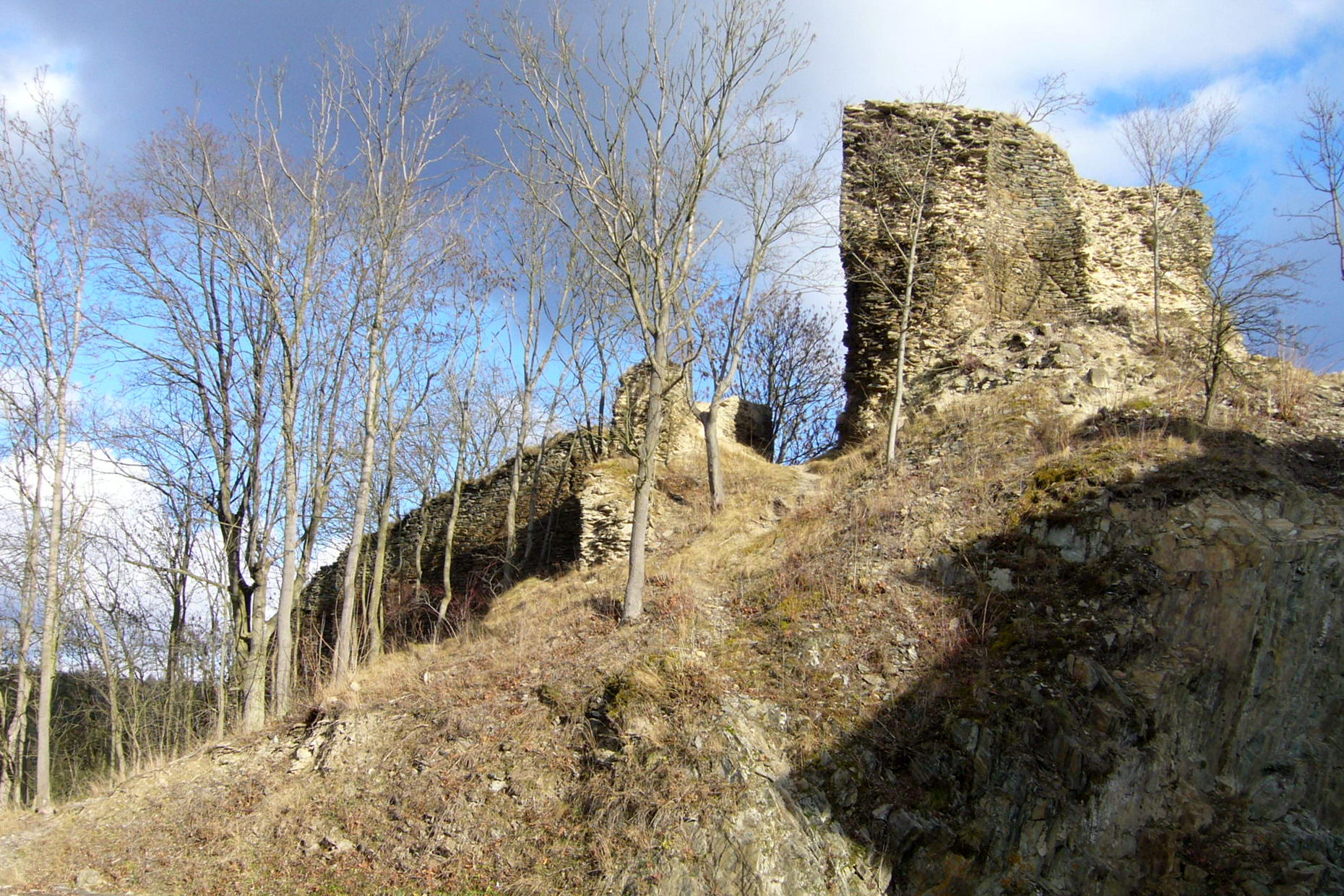
Pozůstatky hradu Rabštejn nad Střelou – torzo věže

Mezi významné osobnosti rodu patří např.:
- Beneš z Hořovic († zima 1422/1423?), kronikář a překladatel v době panování Karla IV., účastník cesty do Palestiny[7]
- Jan Hradišťský z Hořovic, pán na Hradišti, Vildštejně a Žďáru
- Jan Častolar Hradištský z Hořovic
- Anna Saloména Hradišťská z Hořovic (? – říjen 1632) česká šlechtična, manželka  Kryštofa Haranta z Polžic a Bezdružic a  Heřmana Václava Černína z Chudenic, dvou významných českých šlechticů spojených s obdobím třicetileté války. Kmotrem jejího syna Jana Viléma Haranta z Polžic sám združic byl sám císař Rudolf II.

## Příbuzenství
Členové rytířského rodu Hradišťských z Hořovic se pojili s dalšími rody, např. se Žďárskými ze Žďáru, Čejky z Olbramovic, Černíny z Chudenic, Haranty z Polžic a Bezdružic, Pouzary z Michnic, Pešičky z Komárova, Landštejny, Škopky z Bílých Otradovic, Karly ze Svárova a dalšími